# Megan Fox
Megan Denise Fox (Oak Ridge, 16 de maio de 1986) é uma atriz, modelo e escritora americana. Ficou conhecida mundialmente após atuar nos filmes Transformers (2007), Transformers: Revenge of the Fallen (2009) e Jennifer's Body (2009). Ela também é considerada um dos maiores símbolos sexuais femininos modernos de Hollywood.
Megan começou sua carreira como modelo e fez sua estreia como atriz em 2001, no filme Holiday in the Sun, e desde então atuou em vários títulos, como Confessions of a Teenage Drama Queen (2004), How to Lose Friends & Alienate People (2008), Jonah Hex (2010), This Is 40 (2012), Teenage Mutant Ninja Turtles (2014), Teenage Mutant Ninja Turtles: Out of the Shadows (2016), Rogue e Think Like a Dog (2020), Till Death (2021), Expend4bles (2023) e Subservience (2024).
Na televisão participou de séries como, Two and a Half Men e What I Like About You; Integrou o elenco principal da série Hope & Faith por duas temporadas e atuou como Reagan na quinta e sexta temporadas do seriado New Girl. Ela também estrelou o videoclipe de Eminem e Rihanna, Love the Way You Lie.
Em 2023, ela lançou seu primeiro livro de poesias intitulado, Pretty Boys Are Poisonous.

## Biografia
Megan Denise Fox nasceu em 16 de maio de 1986, em Oak Ridge, Tennessee, filha de Gloria Darlene, uma dona de casa e Franklin Thomas Fox, um agente de condicional. Ela é descendente de franceses, irlandeses e índios. Seus pais divorciaram quando ela tinha três anos de idade. Sua mãe se casou novamente, e Fox e sua irmã foram criadas por sua mãe e seu padrasto, Tony Tonachio. Ela disse que foi criada um uma casa "estritamente religiosa", e frequentou uma escola católica. Ela também disse que seus pais eram "muito rígidos" e que ela não tinha permissão para sair ou convidar amigos para sua casa. Fox descreveu seu padrasto como sendo "verbalmente, mentalmente e emocionalmente abusivo" até sua morte. Em 2013, ela disse que sua fé cristã ainda é muito importante para ela e acredita que isso a mantém com os pés no chão.
Fox começou seu treinamento em dança e teatro aos cinco anos, em Kingston, Tennessee. Ela frequentou aulas de dança no centro comunitário e fez parte do clube do coral e do time de natação da Kingston Elementary School. Aos 10 anos, se mudou com sua família para St. Petersburg, Flórida. Quando tinha 13 anos, começou a modelar e ganhou vários prêmios na American Modeling and Talent Convention de 1999, em Hilton Head, Carolina do Sul.

## Carreira
Em 2001, aos quinze anos, Megan fez sua estreia como atriz no filme Holiday in the Sun, como uma rival de Alex Stewart (Ashley Olsen). O filme foi lançado diretamente em vídeo no dia 20 de novembro. Em 2002, integrou o elenco principal da soap opera Ocean Ave, interpretando Lone Starr, onde ela apareceu em 122 episódios. Em 2003, apareceu em What I Like About You no episódio "Like a Virgin (Kinda)", e fez figuração no filme Bad Boys II, no qual não foi creditada e apareceu rapidamente dançando de biquíni listrado com estrelas, um chapéu de cowboy vermelho e um salto alto.

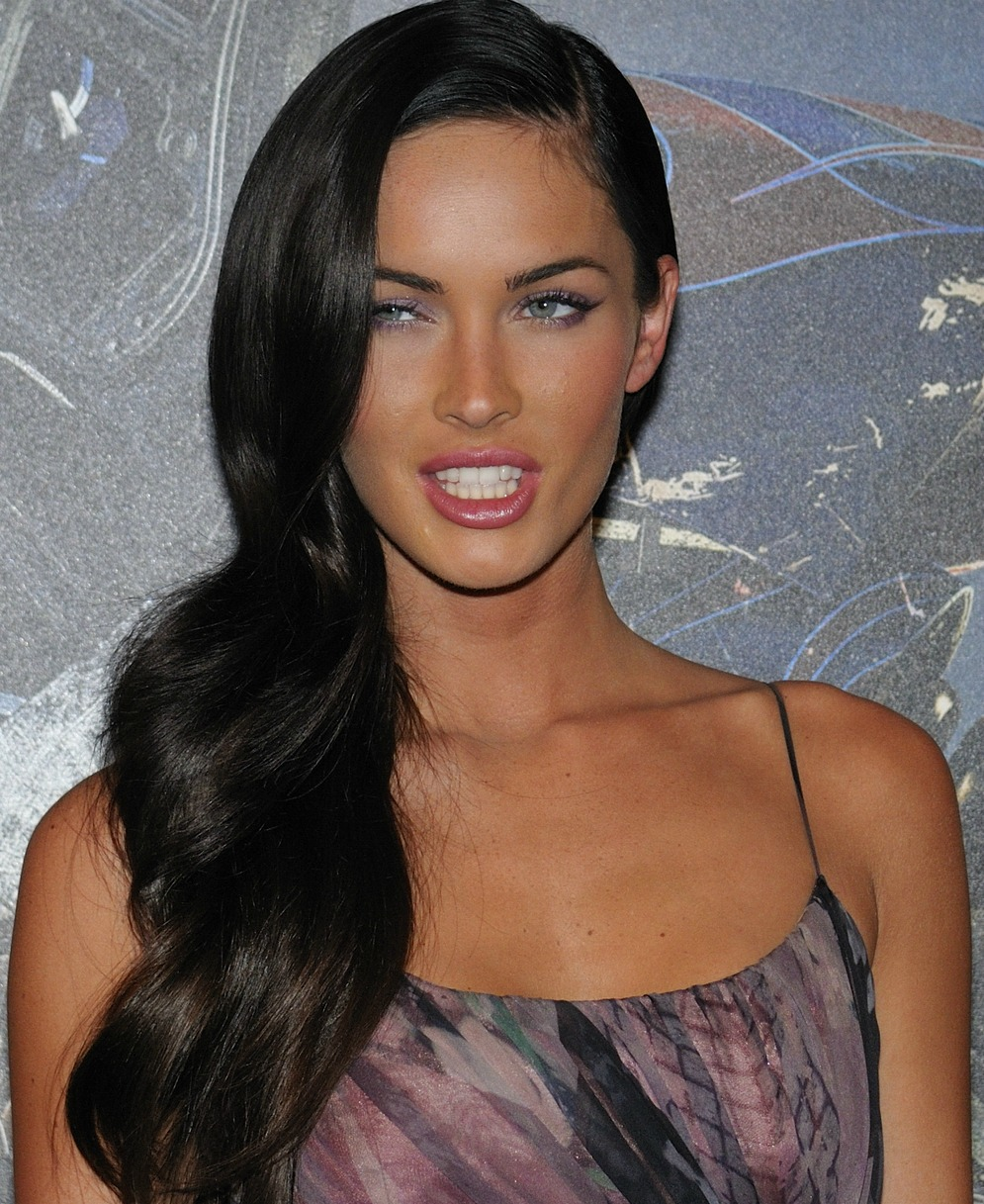
Fox promovendo Transformers em Paris.

Em 2004, Fox apareceu como a neta da Berta, Prudence, no episódio "Carmel Filters and Pheromones" de Dois Homens e Meio, e estrelou com Lindsay Lohan, a comédia da Disney Confessions of a Teenage Drama Queen, no papel de Carla Santini, uma rival de Lola (Lindsay). Ainda em 2004, substituiu Nicole Paggi em Hope & Faith interpretando Sydney Shanowski em todos os episódios da 2.ª e 3.ª temporada, e atuou no telefilme do canal ABC Family, Boss Girl, ao lado de Kaley Cuoco.
O sucesso internacional veio em 2007, com o sucesso de bilheteria Transformers. Sua personagem é a popular e sexy Mikaela Banes, a grande paixão do protagonista Sam Witwicky (Shia LaBeouf). Por sua atuação no filme, ela foi indicada para um MTV Movie Award na categoria de "Melhor Revelação" e para três Teen Choice Awards na categoria "Melhor Atriz de Cinema, Estreia Feminina" e "Melhor Filme: Liplock". Ainda 2007, ela apareceu entre as "100 Mulheres Mais Sensuais" da revista FHM, e passou a ter sua aparência comparada a da atriz Angelina Jolie por várias revistas.
Em 2008, ela estrelou a comédia How to Lose Friends & Alienate People junto com Jeff Bridges, e Kirsten Dunst. Sua personagem Sophie Maes, foi o interesse amoroso de Sidney Young (Simon Pegg), e também o drama Whore com Thomas Dekker (também diretor), Lena Headey e Rumer Willis. O filme gira em torno de um grupo de jovens adolescentes que vão para Hollywood na esperança de conquistar uma carreira, e descobrem que o negócio é mais difícil do que tinham imaginado.

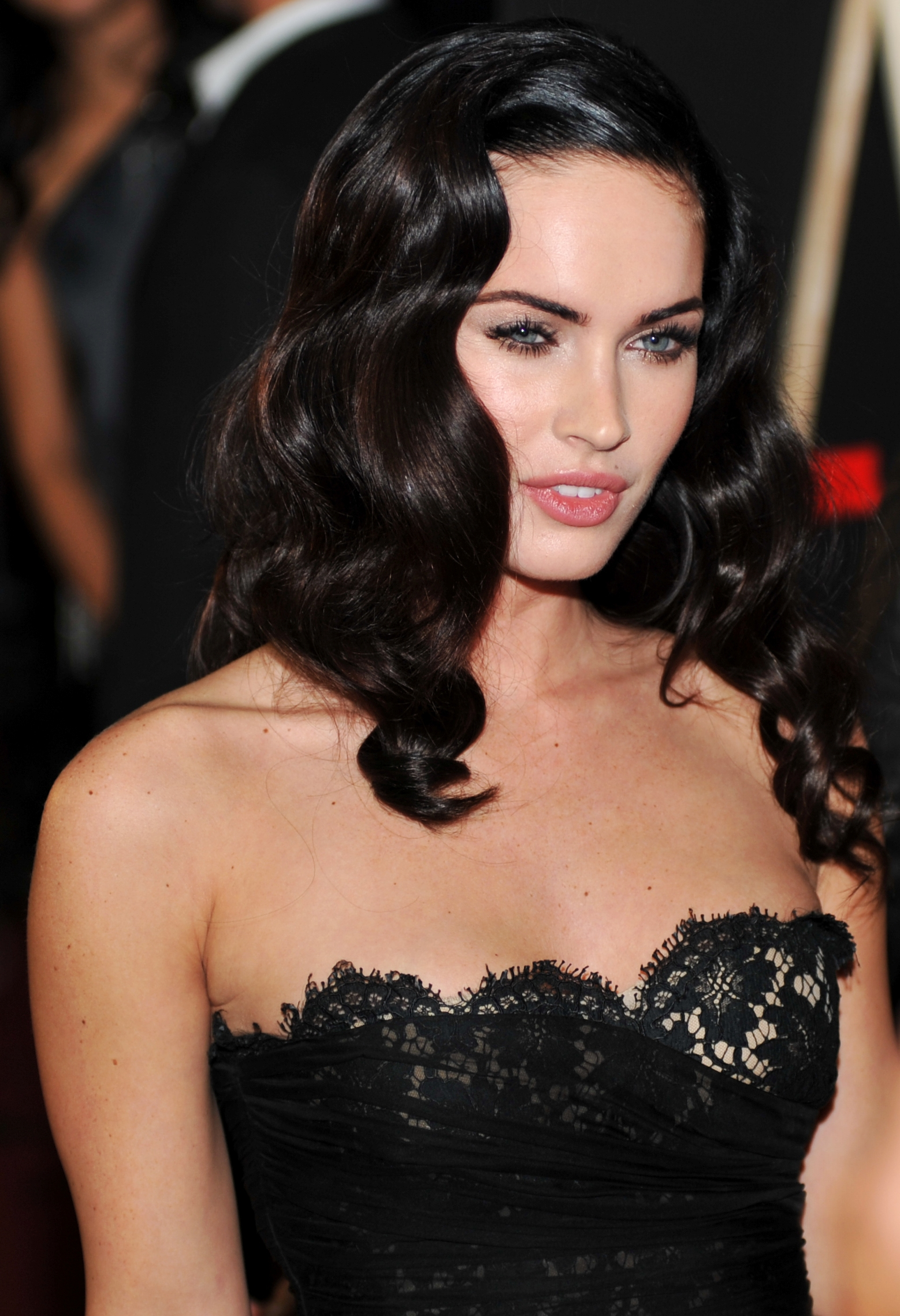
Fox na première de Jennifer's Body em setembro de 2009.

Megan reprisou o seu papel de Mikaela Banes em Transformers, Transformers: Revenge of the Fallen, que estreou em 8 de junho de 2009 em Tóquio, Japão. Fox iria estrelar a sequencia, Transformers: Dark of the Moon, mas não foi incluída por ter se envolvido em várias discussões com o diretor do filme Michael Bay. Bay declarou que Fox foi demitida por ordens do produtor executivo Steven Spielberg, uma alegação que Spielberg negou.
Em setembro 2009, ela apareceu em seu primeiro papel principal no cinema, com o filme de terror Jennifer's Body, de Diablo Cody. Ela interpretou Jennifer Check, uma animadora de torcida amaldiçoada por uma possessão demoníaca. Além de Megan, o filme contou com Amanda Seyfried, Johnny Simmons e Adam Brody no elenco. O longa recebeu críticas mistas em seu lançamento, mas ganhou um culto de seguidores ao longo do tempo e foi reavaliado pela crítica, que o considera como um "clássico feminista". De acordo com Cody, o filme foi comercializado incorretamente por executivos que concentraram seus esforços no público masculino jovem devido a imagem de Fox. Ainda em 2009, Fox foi nomeada por algumas revistas "A Mulher Mais Sensual do Mundo".

Em 2010, atuou no filme Jonah Hex como Tallulah Black / Leila, uma beldade armada e interesse amoroso de Jonah Hex (Josh Brolin), e participou do videoclipe "Love the Way You Lie", de Eminem com Rihanna, atuando com Dominic Monaghan. Em 2011, Fox estrelou ao lado de Mickey Rourke no drama Passion Play. Em 2012, Fox apareceu nos filmes de comédia The Dictator e This Is 40. 

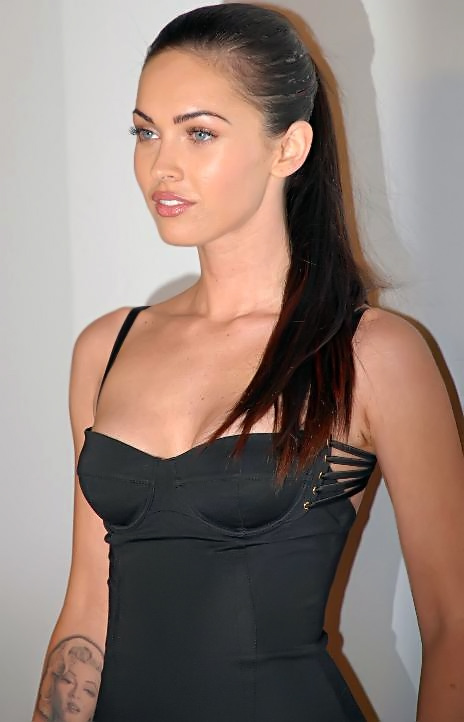
Megan no Annual Breakthrough Awards.

Em fevereiro de 2013, Fox deixou de lado suas diferenças com seu ex-diretor Michael Bay e trabalhou novamente com ele em seu reboot de Teenage Mutant Ninja Turtles (2014), estrelando como a personagem humana principal April O'Neil. Em outubro de 2015, foi confirmado que Fox substituiria temporariamente Zooey Deschanel no seriado New Girl, devido a licença-maternidade de Deschanel. Ela estrelou como Reagan Lucas, aparecendo na quinta e sexta temporadas da série. Sua atuação recebeu críticas positivas dos críticos. Em 2016, Fox reprisou seu papel de April O'Neil na sequência Teenage Mutant Ninja Turtles: Out of the Shadows.
Em 2019, Fox estrelou o filme sobre a Guerra da Coreia The Battle of Jangsari, como Marguerite Higgins, uma repórter americana. No mesmo ano, estrelou o filme de mistério e fantasia Above the Shadows.
Em 2020, Fox estrelou ao lado de Josh Duhamel a comédia Think Like a Dog. Ela também estrelou o papel principal do filme de ação Rogue, que foi lançado em 28 de agosto de 2020. Em 2021, estrelou os filmes Midnight in the Switchgrass, ao lado de Emile Hirsch e Bruce Willis, dirigido por Randall Emmett, e Till Death. O desempenho de Megan Fox em Till Death foi destacado positivamente pelos críticos.
Em 2022, Fox atuou na comédia dramática Big Gold Brick, e também desempenhou um papel no drama musical Taurus, ao lado de Machine Gun Kelly. Ela também narrou uma parte do documentário Naya Legend of the Golden Dolphins, que conta com a participação de Kate Winslet, Elliot Page, Gerard Butler, James Franco, entre outros.
Em novembro de 2023, Fox lançou seu primeiro livro intitulado, Pretty Boys Are Poisonous, uma coleção de sua própria poesia.

## Vida pessoal

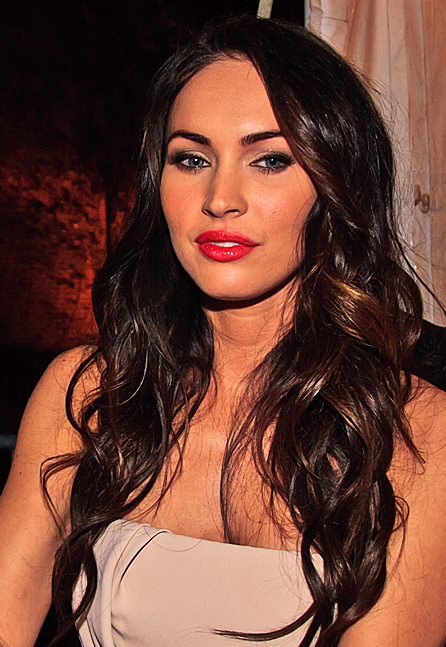
Megan Fox em 2010 no Festival Internacional de Cinema, Toronto.

Fox conheceu o ator Brian Austin Green no set da série Hope & Faith; Ela tinha 18 anos, enquanto ele tinha 30. Eles se casaram em 24 de junho de 2010 no Havaí. Em 17 de outubro de 2012, a atriz deu à luz seu primeiro filho, Noah Shannon Green. Em fevereiro de 2014, nasceu seu segundo filho, Bodhi Ransom Green, e em agosto de 2016, deu à luz seu terceiro filho, Journey River Green. Em maio de 2020, Green anunciou que ele e Fox haviam se separado. O divórcio foi finalizado em 15 de outubro de 2021.
Em junho de 2020, ela e o cantor Machine Gun Kelly tornaram público seu relacionamento, várias semanas após o lançamento da música "Bloody Valentine", cujo videoclipe apresenta Fox. Em janeiro de 2022, Fox anunciou que os dois estavam noivos. No entanto, em 21 de março de 2024, ela anunciou que o noivado foi cancelado. Em 2023, no seu livro Pretty Boys Are Poisonous, Fox revelou que havia engravido de Machine Gun Kelly, mas sofreu um aborto espontâneo. Em novembro de 2024, Fox anunciou que estava esperando uma filha dele, que nasceu em março de 2025.
Megan já desenvolveu um transtorno alimentar na adolescência e lutou contra a depressão e  automutilação. Em 2021, ela revelou que parou de beber após suas declarações no Globo de Ouro de 2009. Ela também já se assumiu bissexual.
Fox é fã de mangás e animes, citando Sailor Moon, Inuyasha e Cowboy Bebop, como os seus preferidos. Em 2023, ela e seu noivo, Machine Gun Kelly, foram vestidos de Light Yagami e Ryuk do Death Note para uma festa de Halloween.

## Filmografia

### Filmes
| Ano  | Título                                           | Papel                  | Notas             |
| ---- | ------------------------------------------------ | ---------------------- | ----------------- |
| 2001 | Holiday in the Sun                               | Brianna Wallace        | Direto para vídeo |
| 2003 | Bad Boys II                                      | Garota dançando no bar | Não creditado     |
| 2004 | Confessions of a Teenage Drama Queen             | Carla Santini          |                   |
| 2004 | Boss Girl                                        | Candace                | Telefilme         |
| 2007 | Transformers                                     | Mikaela Banes          |                   |
| 2008 | How to Lose Friends & Alienate People            | Sophie Maes            |                   |
| 2008 | Whore                                            | Lost                   |                   |
| 2009 | Transformers: Revenge of the Fallen              | Mikaela Banes          |                   |
| 2009 | Jennifer's Body                                  | Jennifer Check         |                   |
| 2010 | Jonah Hex                                        | Tallulah Black / Lilah |                   |
| 2010 | Passion Play                                     | Lily Luster            |                   |
| 2011 | Friends with Kids                                | Mary Jane              |                   |
| 2012 | The Dictator                                     | Ela mesma              |                   |
| 2012 | This Is 40                                       | Desi                   |                   |
| 2014 | Teenage Mutant Ninja Turtles                     | April O'Neil           |                   |
| 2016 | Teenage Mutant Ninja Turtles: Out of the Shadows | April O'Neil           |                   |
| 2019 | Above the Shadows                                | Juliana                |                   |
| 2019 | Zeroville                                        | Soledad Paladin        |                   |
| 2019 | The Battle of Jangsari                           | Maggie                 |                   |
| 2020 | Think Like a Dog                                 | Ellen Reed             | Netflix           |
| 2020 | Rogue                                            | Samantha O'Hara        |                   |
| 2021 | Till Death                                       | Emma                   |                   |
| 2021 | Midnight in the Switchgrass                      | Rebecca Lombardi       |                   |
| 2021 | Night Teeth                                      | Grace                  | Netflix           |
| 2022 | Big Gold Brick                                   | Jacqueline             |                   |
| 2022 | Taurus                                           | Mae                    | [ 69 ]            |
| 2022 | Good Mourning                                    | Kennedy                | [ 70 ]            |
| 2023 | Expend4bles                                      | Gina                   | [ 71 ]            |
| 2023 | Johnny & Clyde                                   | Alana Hart             | [ 72 ]            |
| 2024 | Subservience                                     | Alice                  |                   |
| 2025 | Naya Legend of the Golden Dolphins               | Princesa Leilani (voz) | Pós-produção      |

### Televisão
| Ano       | Título                             | Papel              | Notas                                                   |
| --------- | ---------------------------------- | ------------------ | ------------------------------------------------------- |
| 2002–2003 | Ocean Ave.                         | Ione Starr         | Elenco principal                                        |
| 2003      | What I Like About You              | Shannon            | Episódio: "Like a Virgin (Kinda)"                       |
| 2004      | Two and a Half Men                 | Prudence           | Episódio: "Camel Filters and Pheromones"                |
| 2004      | The Help                           | Cassandra Ridgeway | Elenco principal                                        |
| 2004–2006 | Hope & Faith                       | Sydney Shanowski   | Elenco principal                                        |
| 2009      | Saturday Night Live                | Ela mesma          | Episódio: "Megan Fox / U2"                              |
| 2011      | Robot Chicken                      | Lois Lane (voz)    | Episódio: "The Core, the Thief, His Wife and Her Lover" |
| 2012      | Robot Chicken DC Comics Special    | Lois Lane (voz)    | Telefilme                                               |
| 2012      | Wedding Band                       | Alexa Jordan       | Episódio: "I Love College"                              |
| 2016–2017 | New Girl                           | Reegan Lucas       | 15 episódios                                            |
| 2018      | Legends of the Lost with Megan Fox | Apresentadora      | 4 episódios; também co-criadora e produtora executiva   |
| 2023      | Dave                               | Ela mesma          | Episódio: "Met Gala"                                    |

### Vídeo Games
| Ano  | Título                              | Papel         | Notas               |
| ---- | ----------------------------------- | ------------- | ------------------- |
| 2007 | Transformers: The Game              | Mikaela Banes |                     |
| 2009 | Transformers: Revenge of the Fallen | Mikaela Banes |                     |
| 2023 | Mortal Kombat 1                     | Nitara        | Voz e modelo facial |

### Vídeoclipes
| Ano  | Título                 | Artista                          | Papel          | Notas                    |
| ---- | ---------------------- | -------------------------------- | -------------- | ------------------------ |
| 2009 | "New Perspective"      | Panic! at the Disco              | Jennifer Check | Clipe de Jennifer's Body |
| 2010 | "Love the Way You Lie" | Eminem (participação de Rihanna) | Kimberly Scott |                          |
| 2020 | "Bloody Valentine"     | Machine Gun Kelly                | Ela mesma      |                          |

## Prêmios & indicações
| Ano  | Trabalho                                              | Prêmio                          | Categoria                                                                    | Resultado |
| ---- | ----------------------------------------------------- | ------------------------------- | ---------------------------------------------------------------------------- | --------- |
| 2005 | Hope & Faith                                          | Young Artist Award              | Best Performance in a TV Series (Comedy or Drama) – Supporting Young Actress | indicada  |
| 2007 | Transformers                                          | Teen Choice Awards              | Choice Movie Actress: Action Adventure                                       | indicada  |
| 2007 | Transformers                                          | Teen Choice Awards              | Choice Movie: Breakout Female                                                | indicada  |
| 2007 | Transformers                                          | Teen Choice Awards              | Choice Movie: Liplock                                                        | indicada  |
| 2007 | Transformers                                          | National Movie Award            | Best Performance by a Female                                                 | indicada  |
| 2008 | Transformers                                          | MTV Movie Awards                | Breakthrough Performance                                                     | indicada  |
| 2009 | Ela mesma                                             | Teen Choice Awards              | Choice Female Hottie                                                         | Venceu    |
| 2009 | Transformers: Revenge of the Fallen                   | Teen Choice Awards              | Choice Summer Movie Star Female                                              | Venceu    |
| 2009 | Transformers: Revenge of the Fallen                   | Scream Awards                   | Best Sci-Fi Actress                                                          | Venceu    |
| 2009 | Transformers: Revenge of the Fallen                   | Spike Video Game Awards         | Best Performance by a Human Female                                           | Venceu    |
| 2010 | Jennifer's Body e Transformers: Revenge of the Fallen | Framboesa de Ouro               | Worst Actress Of 2009                                                        | indicada  |
| 2010 | Transformers: Revenge of the Fallen                   | Framboesa de Ouro               | Worst Screen Couple of 2009                                                  | indicada  |
| 2010 | Transformers: Revenge of the Fallen                   | Nickelodeon Kids' Choice Awards | Favorite Movie Actress                                                       | indicada  |
| 2010 | Jennifer's Body                                       | MTV Movie Awards                | Best WTF Moment                                                              | indicada  |
| 2010 | Jennifer's Body                                       | Teen Choice Awards              | Choice Female Hottie                                                         | Venceu    |
| 2010 | Jennifer's Body                                       | Teen Choice Awards              | Choice Movie Actress: Horror/Thriller                                        | Venceu    |
| 2011 | Jonah Hex                                             | Framboesa de Ouro               | Worst Actress                                                                | indicada  |
| 2011 | Jonah Hex                                             | Framboesa de Ouro               | Worst Screen Couple/Ensemble                                                 | indicada  |
| 2014 | Teenage Mutant Ninja Turtles                          | Framboesa de Ouro               | Worst Supporting Actress                                                     | Venceu    |